# Arcade Fire
Arcade Fire es un grupo de indie rock surgido en Montreal, Canadá, conformado por Win Butler y Régine Chassagne, marido y mujer, Richard Reed Parry, Tim Kingsbury y Jeremy Gara. Los actuales miembros de gira de la banda también incluyen a la exintegrante del núcleo Sarah Neufeld, al frecuente colaborador Owen Pallett, y a los percusionistas adicionales Diol Edmond y Tiwill Duprate. Son comúnmente considerados uno de los grupos más influyentes del rock alternativo y del indie de los años 2000.
Fundada en 2001 por los amigos y compañeros de clase Win Butler y Josh Deu, la banda saltó a la fama en 2004 con el lanzamiento de su aclamado álbum debut Funeral, y ha ganado numerosos premios, incluyendo el Grammy al álbum del año (siendo el único grupo musical que ha ganado su primer y único Grammy en esa categoría), Premios Juno por Álbum del Año y los Premios Brit de 2011 al Mejor Álbum Internacional por su tercer álbum de estudio, The Suburbs, lanzado en 2010 con gran éxito comercial y de crítica.
En los años anteriores, ganaron el de Mejor Álbum Internacional de Meteor Music Awards de 2008 y el Premios Juno de 2008 por Álbum Alternativo del Año por su segundo álbum de estudio, Neon Bible. También recibieron nominaciones para el mejor álbum de música alternativa de Grammy por sus tres álbumes de estudio. El trabajo de la banda también ha sido tres veces nombrado para el Polaris Music Prize: en 2007 por Neon Bible, en 2011 por The Suburbs y en 2013 por Reflektor, ganando el premio con The Suburbs. 
En 2013, Arcade Fire lanzó su cuarto álbum, Reflektor, y realizó la banda sonora de la película Her, por la que William Butler (actual miembro de la banda) y Owen Pallett fueron nominados a la mejor banda sonora en los Premios Óscar de 2013.
La banda toca instrumentos como la guitarra, batería, bajo eléctrico, piano, violín, viola, violonchelo, contrabajo, xilófono, glockenspiel, teclado, sintetizador, trompa, acordeón, arpa, mandolina, koto y zanfona, y usa la mayor parte de estos instrumentos en las giras. Los miembros de la banda multiinstrumentistas cambian sus funciones a lo largo de las actuaciones.
En el 2021 la publicación estadounidense Pitchfork los incluyó en su lista de los 200 artistas más influyentes de los últimos 25 años.

## Historia

### 2001-03: Formación y primeros trabajos
Arcade Fire se crearon en torno al matrimonio formado por Win Butler y Régine Chassagne. Sus inicios se remontan a mediados del año 2001 y la actual formación se consolidó entre finales de 2003 y principios de 2004, cuando se grabó su primer álbum (Funeral). Anteriormente a este álbum grabaron un EP (de nombre Arcade Fire y conocido por sus seguidores como Us Kids Know) que vendían en sus primeros conciertos. Cuando la banda comenzó a adquirir relevancia, el EP fue remasterizado y puesto a la venta.
El número de instrumentos, junto con un amplio repertorio de influencias, los ha provisto de una enorme paleta sonora al momento de grabar su música. La espectacularidad y originalidad de sus conciertos les permitió sellar un contrato con la discográfica independiente Merge Records.
Consultado sobre el rumor de que el nombre de la banda se debe a un incendio en una sala de máquinas recreativas, Win Butler respondió: "No se trata de un rumor, está basado en una historia que alguien me contó. No se trata de un hecho real sino que yo lo tomo como si hubiese sido real. Yo diría que es probablemente algo que un chico inventó, pero que yo en ese tiempo creí." la sala de juegos electrónicos en cuestión estaba ubicada en el centro comercial de Exeter, Nuevo Hampshire, donde Butler asistió a la Phillips Exeter Academy.

### 2004-06:Funeral
Su primer álbum, Funeral, fue lanzado en septiembre de 2004 en Canadá y en febrero de 2005 en el Reino Unido, desde el momento de su publicación fue ampliamente aclamado por la crítica especializada. El título fue elegido debido a las numerosas muertes de parientes de los miembros del grupo durante la grabación. Estos acontecimientos influyeron en la temática de canciones como "Une année sans lumière" ("A Year Without Light"), "In the Backseat" y "Haiti"; esta última está dedicada al país caribeño del que es originaria Régine Chassagne. Por otra parte "Neighborhood #3 (Power Out)" está basada en las experiencias del grupo durante la tormenta de nieve que recorrió América del Norte en 1998.

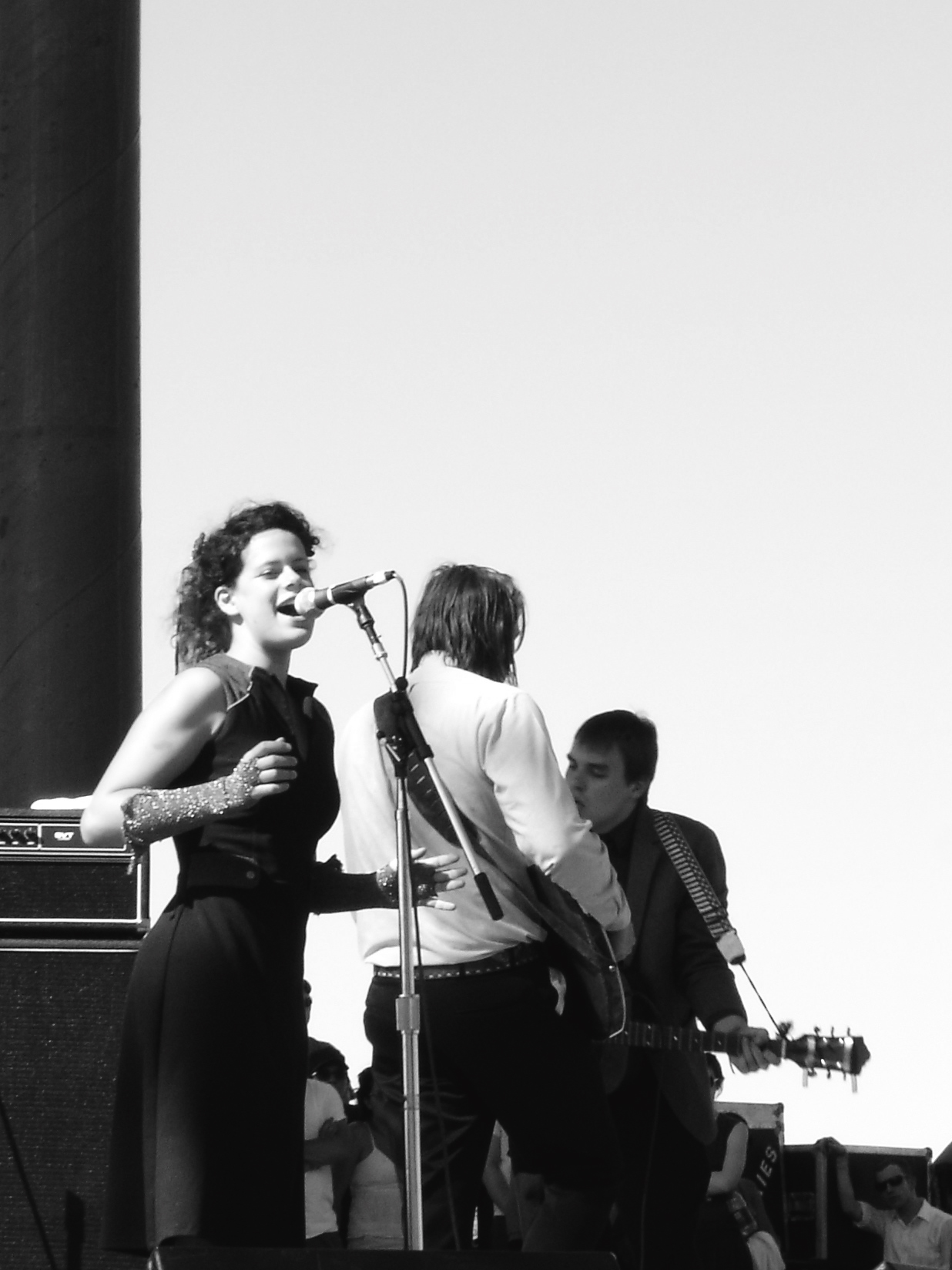
Arcade Fire en concierto (2005).

El éxito del grupo sin una discográfica fuerte a sus espaldas se produjo a través de internet, después de recibir una puntuación de 9,7 por parte de Pitchfork Media (publicación en internet de crítica musical). El sello Merge Records agotó todo su stock de álbumes, permitiéndole al grupo alcanzar el Billboard 200 (primera vez que lo conseguía un grupo de Merge Records). El éxito obligó a modificar la gira del grupo, teniendo que tocar en recintos más grandes de los que tenían confirmados inicialmente. A mediados de 2005 se produjo el éxito internacional a través de Estados Unidos, Europa e incluso Brasil y Japón donde llegaron a tocar en festivales. Para Pitchfork y No Ripcord, Funeral fue el mejor disco del año 2004. Mientras que MTV2 lo seleccionó como mejor disco del año 2005 y el New Musical Express lo seleccionó entre los mejores del mismo año, eligiendo "Rebellion (Lies)" como la mejor canción. En noviembre de 2005 alcanzaron el disco de oro en Canadá y Reino Unido y unas ventas totales de medio millón de discos. Estas cifras fueron todo un éxito para un grupo sin apoyo publicitario ni de medios de comunicación. Así mismo superaron al disco In the Aeroplane Over the Sea de los estadounidenses Neutral Milk Hotel como el grupo más vendedor de la discográfica Merge Records.
Arcade Fire fueron portada de la revista Time (edición canadiense) el 4 de abril, donde eran proclamados "responsables de poner a la música canadiense en el mapa". El 1 de mayo de 2005 la banda actuó ante aproximadamente 15.000 personas en el festival de música y artes de Coachella Valley. En mayo de 2005 firmaron un acuerdo de distribución con EMI y lanzaron el sencillo "Cold Wind" incluido en la banda sonora de la serie televisiva "Dos metros bajo tierra". El 9 de septiembre de 2005 la banda grabó en Nueva York con David Bowie (gran seguidor del grupo) una versión de "Wake Up" y de las canciones de Bowie "Life on Mars" y "Five Years". La misma visita a Nueva York les permitió aparecer en el programa de David Letterman y dar un concierto en Central Park.
El 11 de septiembre de 2005 la banda realizó su primera aparición en la televisión británica, al actuar en el programa Top of the R interpretando "Rebellion (Lies)". Además, la banda actuó también en el Canal + francés. En el Reino Unido la banda alcanzó dos números uno con "Neighborhood #3 (Power Out)" y "Wake Up" en la lista del New Musical Express. La canción "Wake Up" fue utilizada por el grupo irlandés U2 para abrir sus conciertos del Vertigo Tour y Arcade Fire actuaron como teloneros en tres conciertos de la gira, interpretando en el tercero de ellos una versión de la canción de Joy Division, "Love Will Tear Us Apart" junto a los irlandeses.
"Funeral" fue candidato a un premio Grammy en la categoría de Mejor Álbum de Rock Alternativo y la canción "Cold Wind" fue nominada como Mejor canción para televisión o película (tanto este tema como "Rebellion (Lies)" aparecen en la serie de TV estadounidense "Six Feet Under"). Así mismo, recibieron tres nominaciones a los Brit Awards (Mejor grupo Internacional, Mejor Álbum internacional y Mejor debut internacional). En abril de 2006 se alzaron con el premio Juno a los mejores compositores del año.

### 2006-10:Neon Bible
El 26 de junio de 2006, Win Butler anunció que la banda había progresado en el trabajo de composición del nuevo álbum y que contaba con quince canciones para grabar, usando una amplia variedad de nuevos instrumentos. Algunas de estas grabaciones se hicieron en la sala de estar de la casa de Win y Regine.
Posteriormente, el 14 de julio de 2006, Win anunciaba en su diario digital que el nuevo álbum sería producido por el grupo, diciendo que “Después de intentar decidir si debíamos trabajar con algún productor nos dimos cuenta que ya sabíamos como queríamos que las cosas sonaran, así que debíamos correr detrás de ese sonido lo más pronto que pudiéramos y no confiar en alguien más para guiar el buen barco de Arcade Fire.” También indicó que la banda iba a trabajar con los ingenieros Scott Colburn y Marcus Dravs.

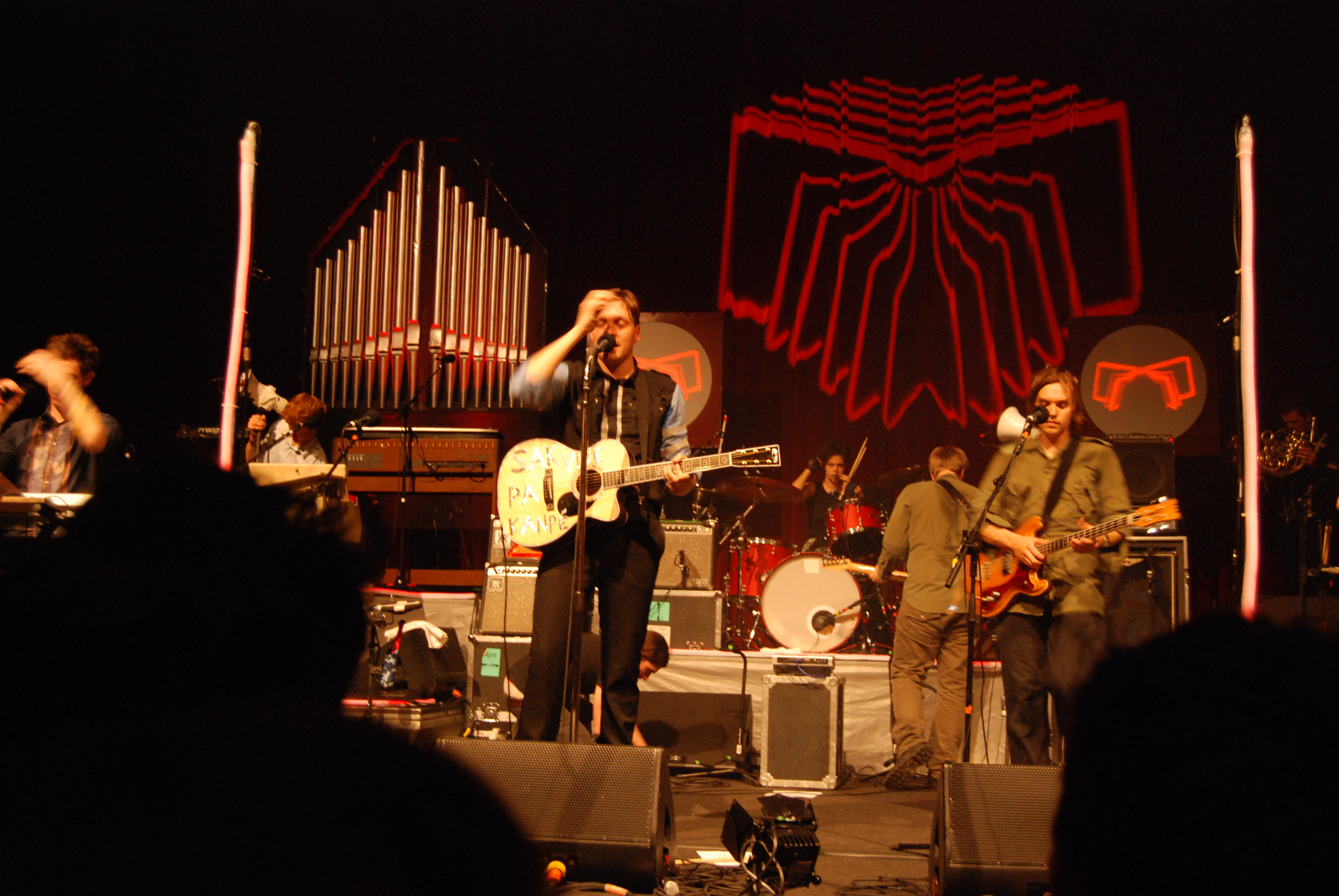
Concierto de la banda en 2007.

La gira para el año 2007 fue anunciada en diciembre de 2006. Los primeros conciertos tendrían lugar en Londres (del 29 de enero al 2 de febrero), tres en St Johns Smith Square y dos en Porchester Hall. Es reseñable que ambas localizaciones están más relacionadas con la música clásica que con el rock. Así mismo darían cinco conciertos en su ciudad natal Montreal. El álbum fue lanzado el 5 de marzo de 2007 (6 de marzo en Norteamérica), el primer sencillo en Norteamérica fue "Black Mirror", mientras que en el Reino Unido se lanzó "Keep the Car Running".
El 24 de febrero actuaron en el Saturday Night Live interpretando "Intervention" y "Keep the Car Running".
Neon Bible fue grabado en el interior de una iglesia de Montreal, lo cual le da al disco un sonido mucho más acústico y espectral.

### 2010-12:The Suburbs
En mayo de 2010 la banda anunció que estaba terminando de grabar su nuevo disco, que se publicó el 2 de agosto en Europa y un día después en los Estados Unidos, con el nombre de The Suburbs y bajo el sello Merge Records. El contenido del álbum está inspirado por los miembros de la banda Win y Will Butler y su infancia y juventud en los suburbios de Houston. El disco fue grabado en la residencia de Win Butler y Regine Chassagne en Montreal, con algunas partes grabadas en el estudio de la banda y otras en un estudio en Nueva York.
El sonido del disco es diferente al de sus dos discos anteriores, con un sonido mucho más eléctrico y evolucionado.[cita requerida] El 5 de agosto de 2010 la banda transmitió en directo a través de YouTube su concierto en el Madison Square Garden de Nueva York, que contó con la dirección de Terry Gilliam.

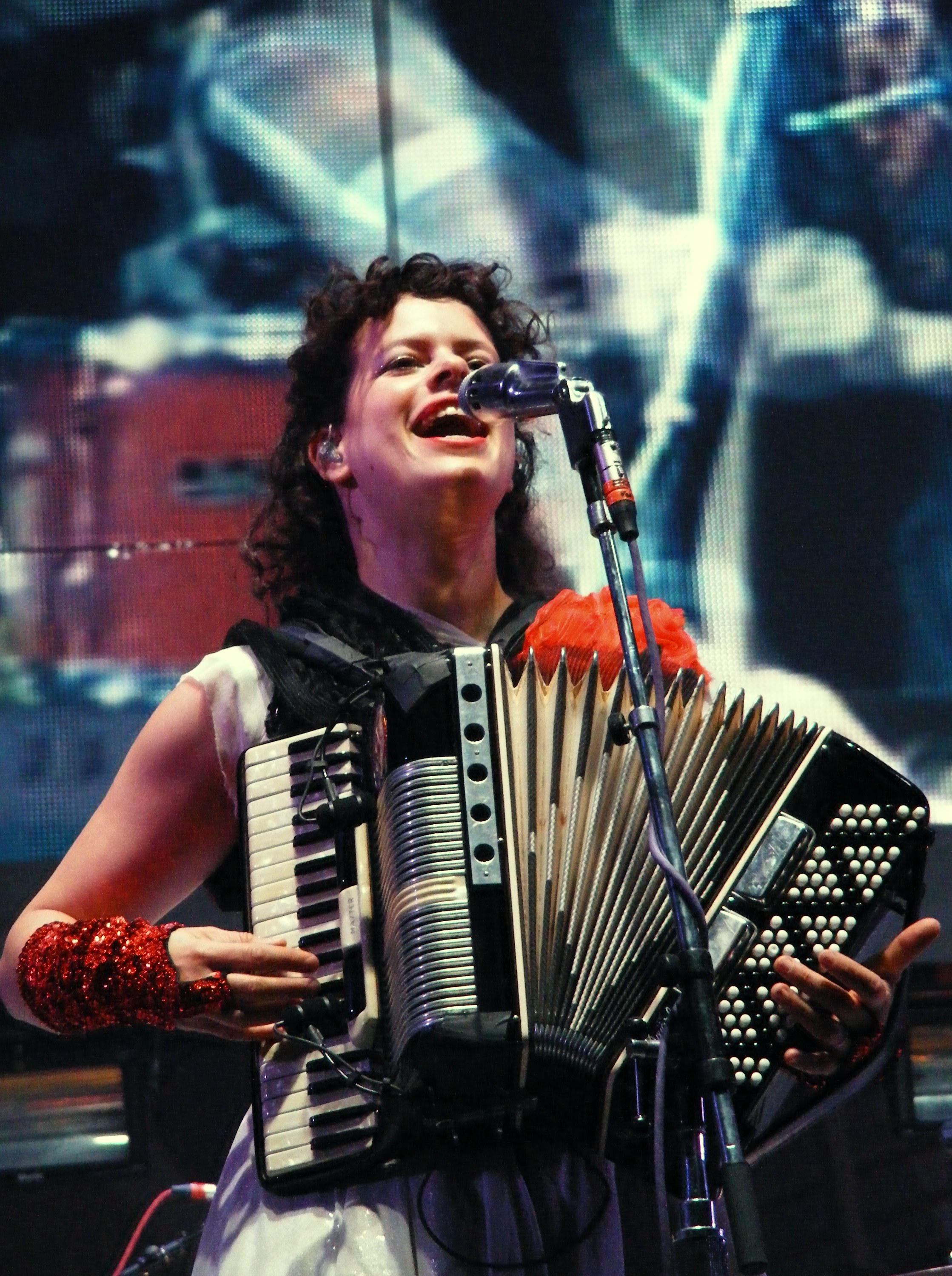
Régine Chassagne con Arcade Fire (2010).

En tan sólo una semana después de ponerse a la venta, el álbum alcanzó el puesto #1 en ventas en los Estados Unidos y en el Reino Unido. Esto sumado a sus actuaciones como banda principal en festivales como Osheaga y Lollapalooza en Norteamérica y Reading, Leeds y Rock en Seine y el Festival Internacional de Benicassim FIB en Europa; además, en las giras norteamericana y europea de presentación de "The Suburbs", la banda aumentó considerablemente la cantidad de público en sus shows, tocando en áreas grandes y llegando a vender de 20 a 40 mil entradas por show. Por todos estos hechos durante 2010 la banda finalmente se consolida como una de las más importantes en la actualidad.
The Suburbs recibió dos nominaciones a los Premios Grammy en las categorías de "mejor álbum alternativo" y "mejor álbum del año". También fue nombrado como mejor disco del año por la revista Q y por MetaCritic's, además quedó en segundo lugar en las listas de la revista MOJO y de NME.[cita requerida]
The Suburbs ganó el premio Grammy como mejor álbum del año, y el premio de los Brit Awards como "mejor álbum extranjero" y "mejor grupo internacional". También ganó el premio como mejor disco internacional del año en los Brit Awards, además ganaron también en la categoría de mejor banda internacional.
Arcade Fire grabó una canción para la banda sonora de Los juegos del hambre (The Hunger Games: Songs from District 12 and Beyond), llamada «Abraham's Daughter». La canción aparece en los créditos finales de la película. La banda sonora fue lanzada el 20 de marzo de 2012, debutando en el número uno en Billboard 200. Se vendieron más de 175.000 copias en su primera semana, según Nielsen SoundScan. Es la primera banda sonora de película en llegar a lo alto de las listas desde que "This Is It" de Michael Jackson debutó en el n.º 1. También es la 16.ª banda sonora en debutar en el número 1 en la historia de la lista Billboard 200 (estas bandas sonoras incluyen cine, la televisión y películas directas a video).

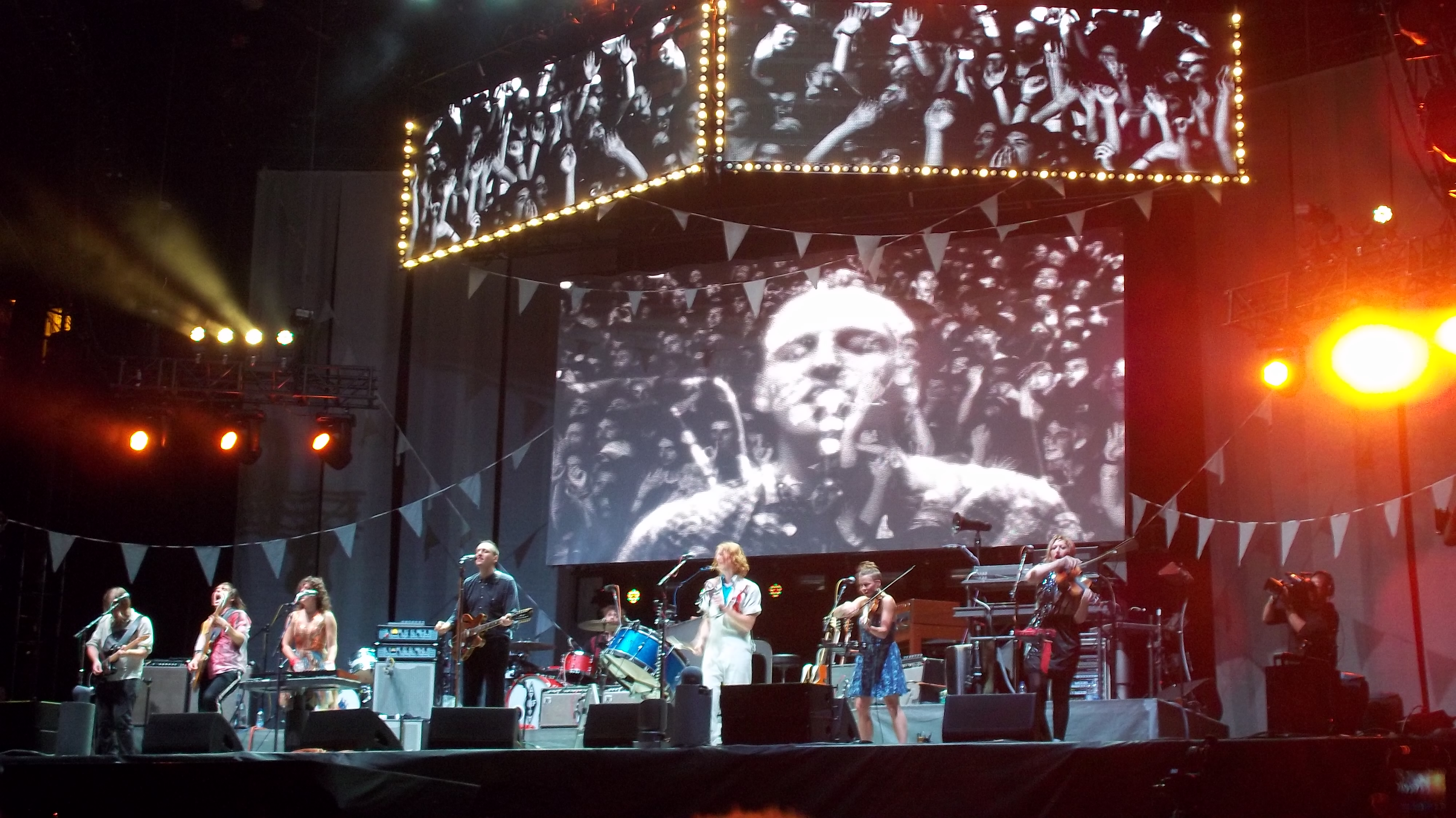
Arcade Fire en un concierto gratuito en Montreal durante la gira de The Suburbs (2011).

Arcade Fire también contribuyó a la partitura original de la película, The Hunger Games: Original Motion Picture Score. El grupo compuso el himno nacional de Panem, titulado «Horn of Plenty», un importante leitmotiv que aparece en toda la película. «Estábamos interesados en hacer música que sea más integral en la película, así como un ejercicio mental» explicó Butler, quien coescribió la canción con Chassagne. «Y hay un himno que se ejecuta a través de los libros, el himno nacional del Capitolio fascista. Así que como un experimento mental, tratemos de escribir cómo podría sonar. Es como la idea del Capitolio de sí mismo, básicamente». Y agregó que «no es una canción o algo pop. Es más un himno que podría ser tocado en un gran evento deportivo como los Juegos [del Hambre]. Así que hicimos una estructura para eso, y entonces James Newton Howard hizo una versión en banda sonora cinematográfica de que lo que ocurre en varios lugares en la película». El tema recibió críticas entusiastas. Según Spin Mobile, «Horn of Plenty» «suena a la vez exactamente como Arcade Fire y exactamente como un himno futurista».

### 2013-16:Reflektor
Arcade Fire y Mercury Records confirmó que lanzará un cuarto álbum a finales de 2013. En diciembre de 2012, el mánager del grupo de Scott Rodger confirmó que Arcade Fire estaba en el estudio trabajando con James Murphy de LCD Soundsystem. El oficial Arcade Fire pre-orden del sitio web establece la fecha de lanzamiento el 28 de octubre de 2013. La banda anunció el 18 de enero de 2013, que estaban vendiendo la iglesia que habían estado utilizando como estudio debido a un techo derrumbado. A lo largo de 2013, la banda trabajó en el álbum en varios estudios de grabación diferentes -. Incluyendo estudio de DFA Records de Murphy en Nueva York. El 22 de junio de 2013, la revista Rolling Stone informó que el nuevo material del álbum sería lanzado el 9 de septiembre de 2013.

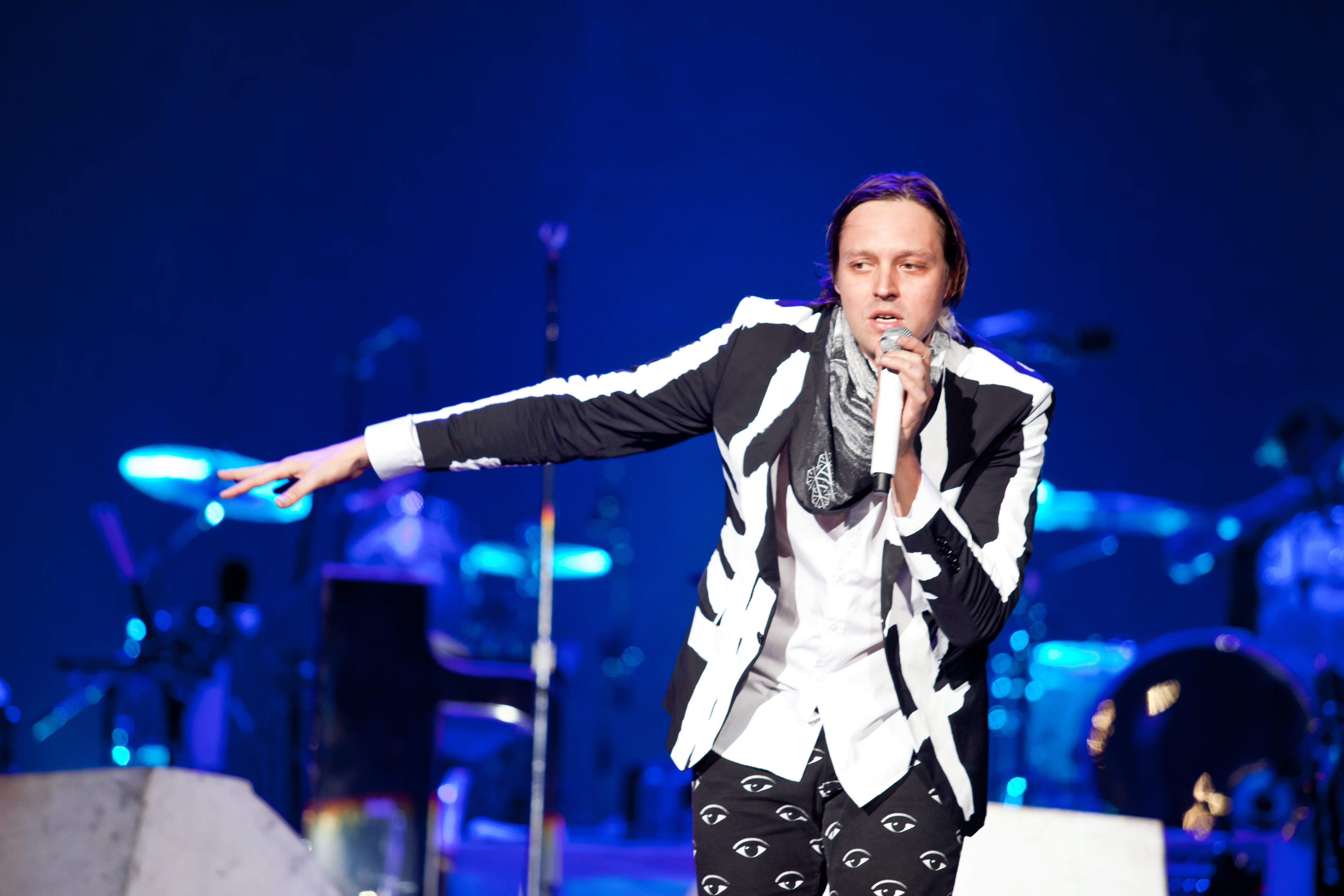
Win Butler con Arcade Fire en el Festival de Lollapalooza (2014).

El 12 de julio, la banda anunció a través de una respuesta en Twitter que su nuevo álbum será lanzado el 29 de octubre. La especulación de que el álbum se llamaría Reflektor surgió en agosto después de las imágenes comenzaron a circular de arte de la calle con el nombre. Estas imágenes fueron recogidos en una cuenta de Instagram y luego subidas tomaron nota de la fecha de 9 de septiembre y hora de 21:00. Arcade Fire confirma su conexión con la campaña con un cartel puesto en la ciudad de Nueva York el 26 de agosto de 2013. una semana más tarde, la banda lanzó un clip de 15 segundos de música en Spotify titulado "9pm 9/9" en el nombre del álbum Reflektor. En agosto también se confirmó que Arcade Fire realizaría la banda sonora de la película de ciencia ficción de Spike Jonze, Her. Arcade Fire además grabó una versión del 1980 de un sencillo hit "Games Without Frontiers" para el álbum tributo a Peter Gabriel And I'll Scratch Yours, que se publicaron en septiembre de 2013.
Arcade Fire fue el invitado musical en el estreno de la temporada 39 de Saturday Night Live el 28 de septiembre de 2013. El episodio atrajo 6 millones de espectadores. También apareció en un especial de media hora en la NBC, Arcade Fire in Here Comes the Night Time, que se transmitió inmediatamente después de SNL. Los cameos destacados especiales por Ben Stiller, Bono, Bill Hader, Zach Galifianakis, Rainn Wilson, Aziz Ansari, Eric Wareheim y Michael Cera. La cantidad del concierto fue filmado en sorpresa, 9 de septiembre de aparición de la banda en Club Salsathèque de Monterreal.

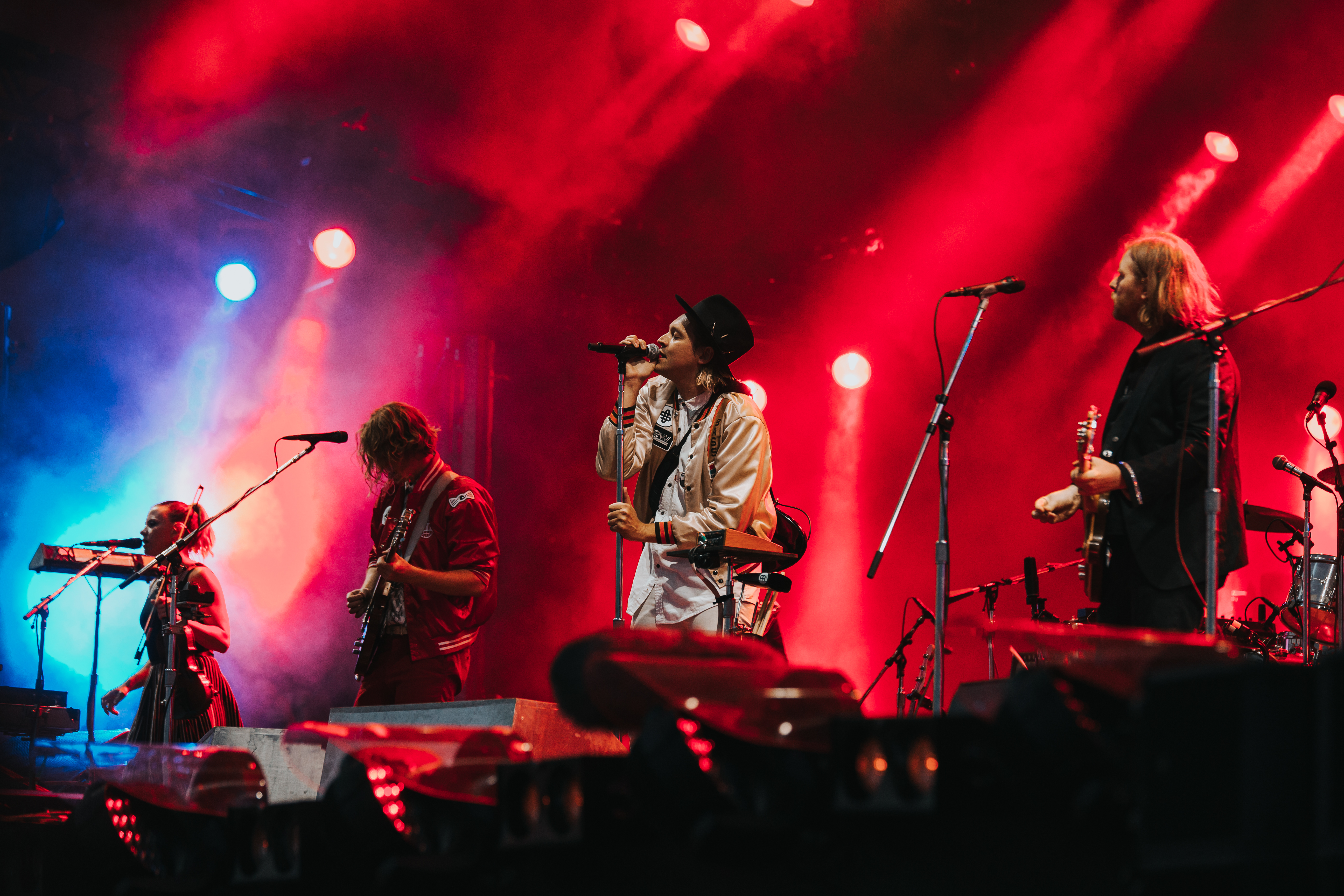
Arcade Fire en el Festival de Roskilde (2017).

Arcade Fire se presentó en vivo en los Premios YouTube de la Música el 3 de noviembre de 2013. La actuación contó con un "video en vivo" experimental dirigido por el cineasta Spike Jonze, y la actriz Greta Gerwig. La banda está actualmente nominado para un premio Satellite a la mejor banda sonora para Her. También fueron nominados para Los Angeles Film Critics Association para la mejor banda sonora. El 19 de diciembre de 2013, la banda confirmó a través de su Twitter que iban a ser cabeza de cartel para el Festival de Glastonbury de 2014 el 27 de junio. Esta fue la primera vez que la banda ha encabezado el festival. En Juno Awards de 2014, Reflektor ganó Álbum del Año y Álbum Alternativo del Año.

### 2017:Everything Now
En junio de 2017, coincidiendo con su participación como cabezas de cartel del Primavera Sound, los canadienses estrenaron un nuevo sencillo, "Everything Now", que comparte nombre con el que es su quinto disco, que salió a la venta el 28 de julio de 2017.

### 2022:WE
El 17 de marzo de 2022, tras 5 años de ausencia, Arcade Fire publicó el sencillo The Lightning I, II y anunció que el 6 de mayo de ese año se publicaría WE, el sexto álbum de la banda en el que estarían incluidas estas dos canciones.
El álbum fue grabado en un estudio de El Paso (Texas) durante los momentos más duros de la pandemia del covid-19.
El 27 de agosto de 2022, cuatro mujeres acusaron a Win Butler de varios casos de conducta sexual inapropiada entre 2016 y 2020, incluida agresión sexual, mensajes de texto explícitos no deseados y búsqueda de relaciones con fanáticos mucho más jóvenes. Butler y Chassagne negaron las acusaciones y dijeron que todos los encuentros habían sido consensuados. Unos días después, la artista canadiense Feist anunció que ella y su banda abandonarían el acto de apertura de la gira europea de Arcade Fire debido a las acusaciones, después de haber donado las ganancias de los dos espectáculos que ya había tocado a una organización local de ayuda a las mujeres en Dublín.

## Miembros de la banda

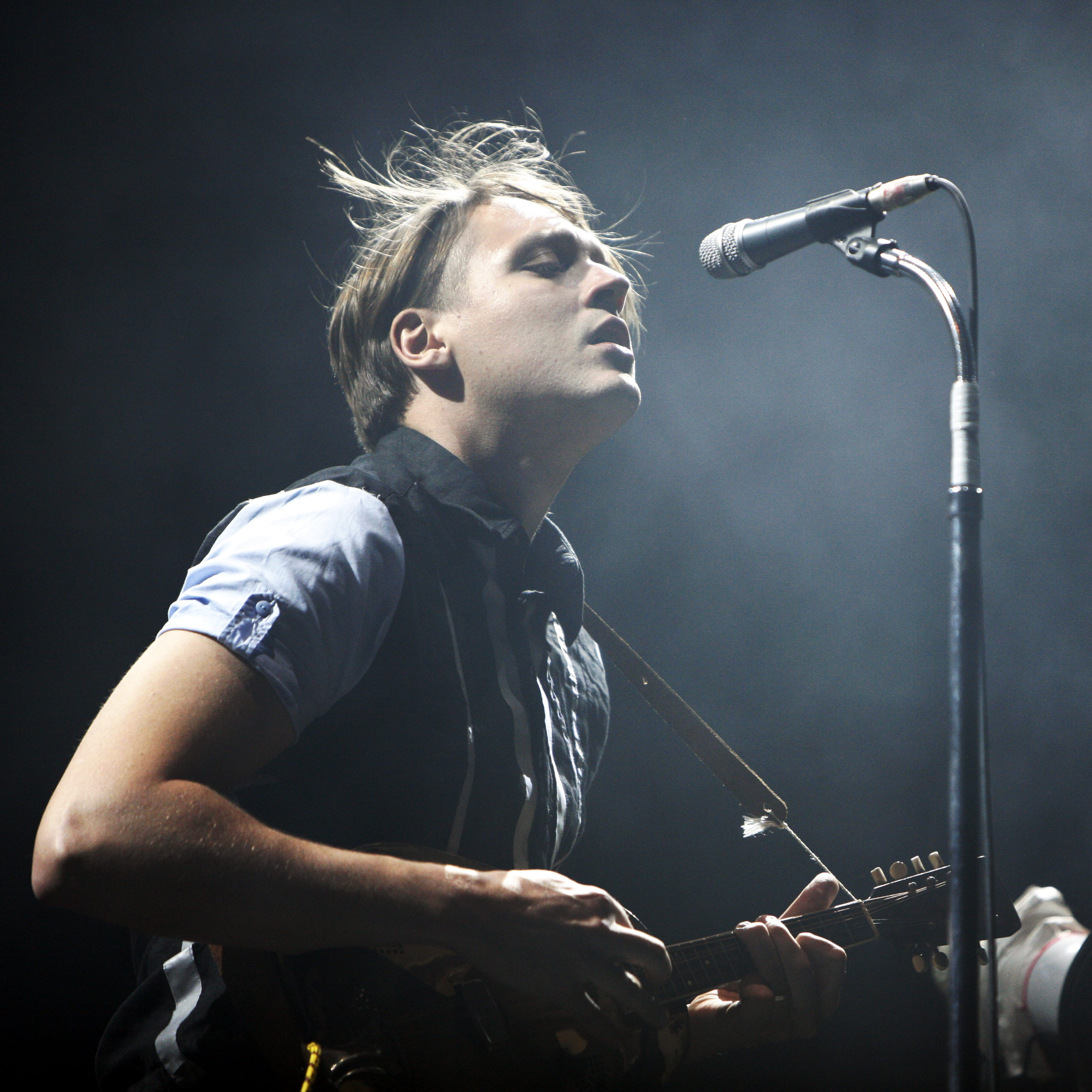
Win Butler
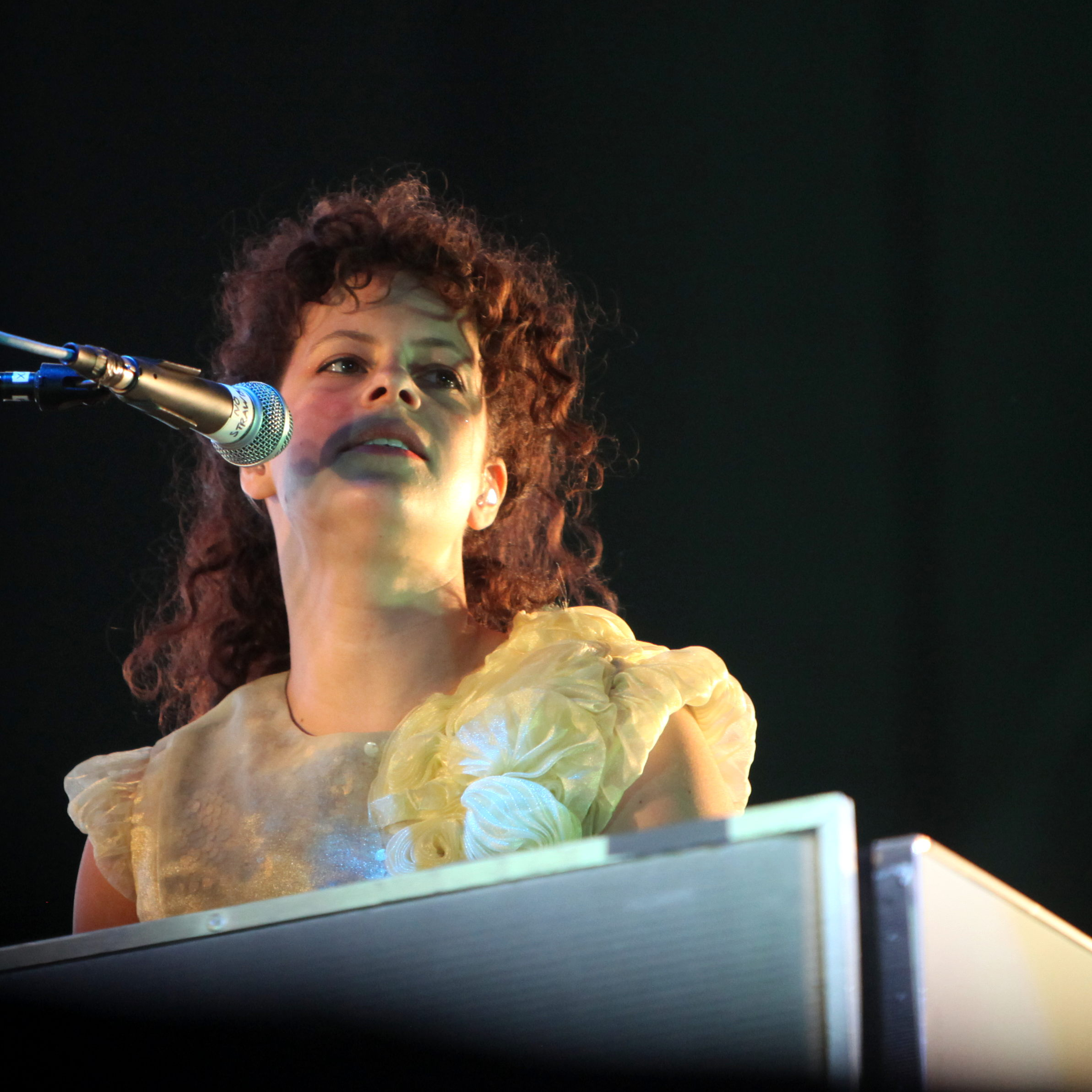
Régine Chassagne
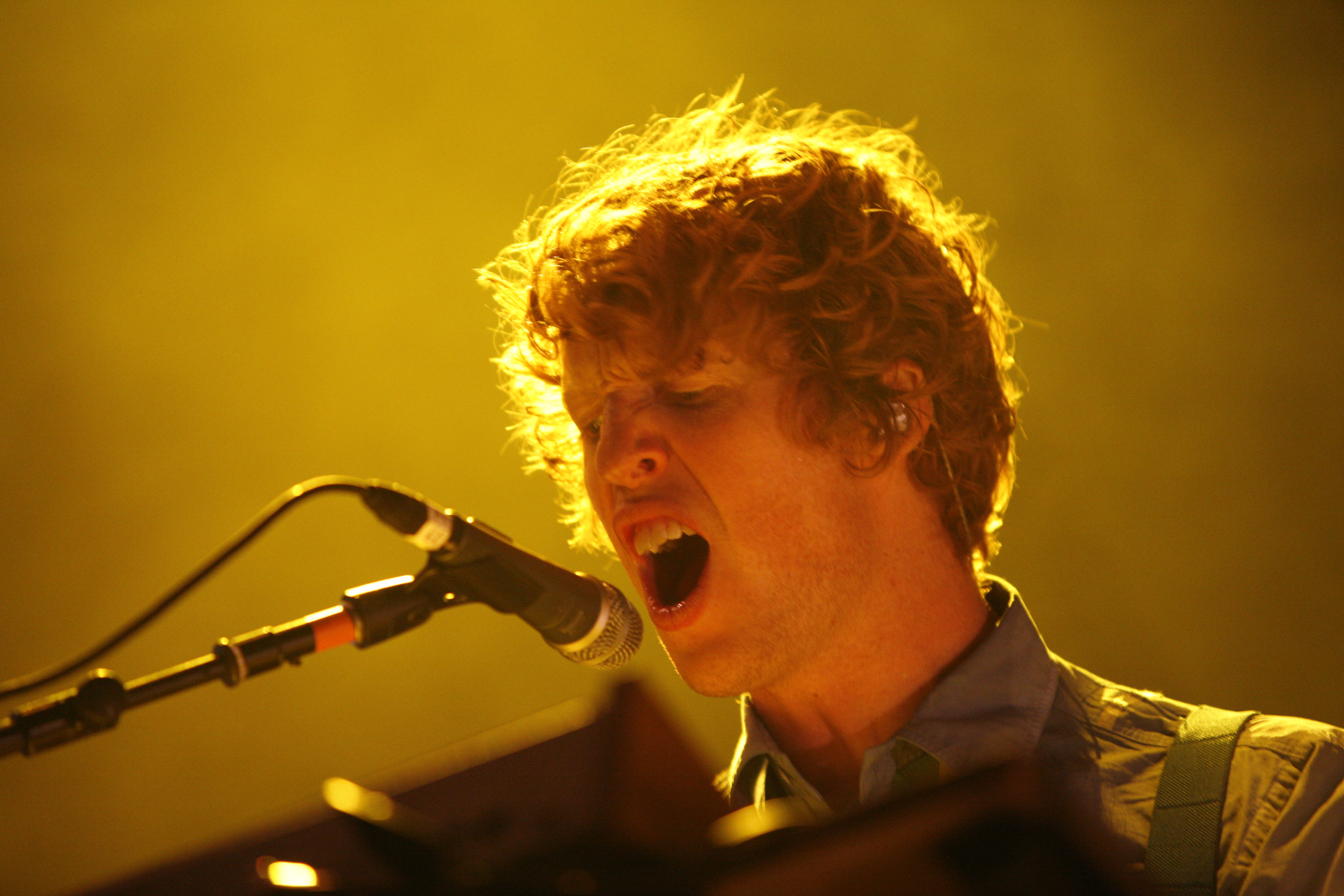
Richard Reed Parry
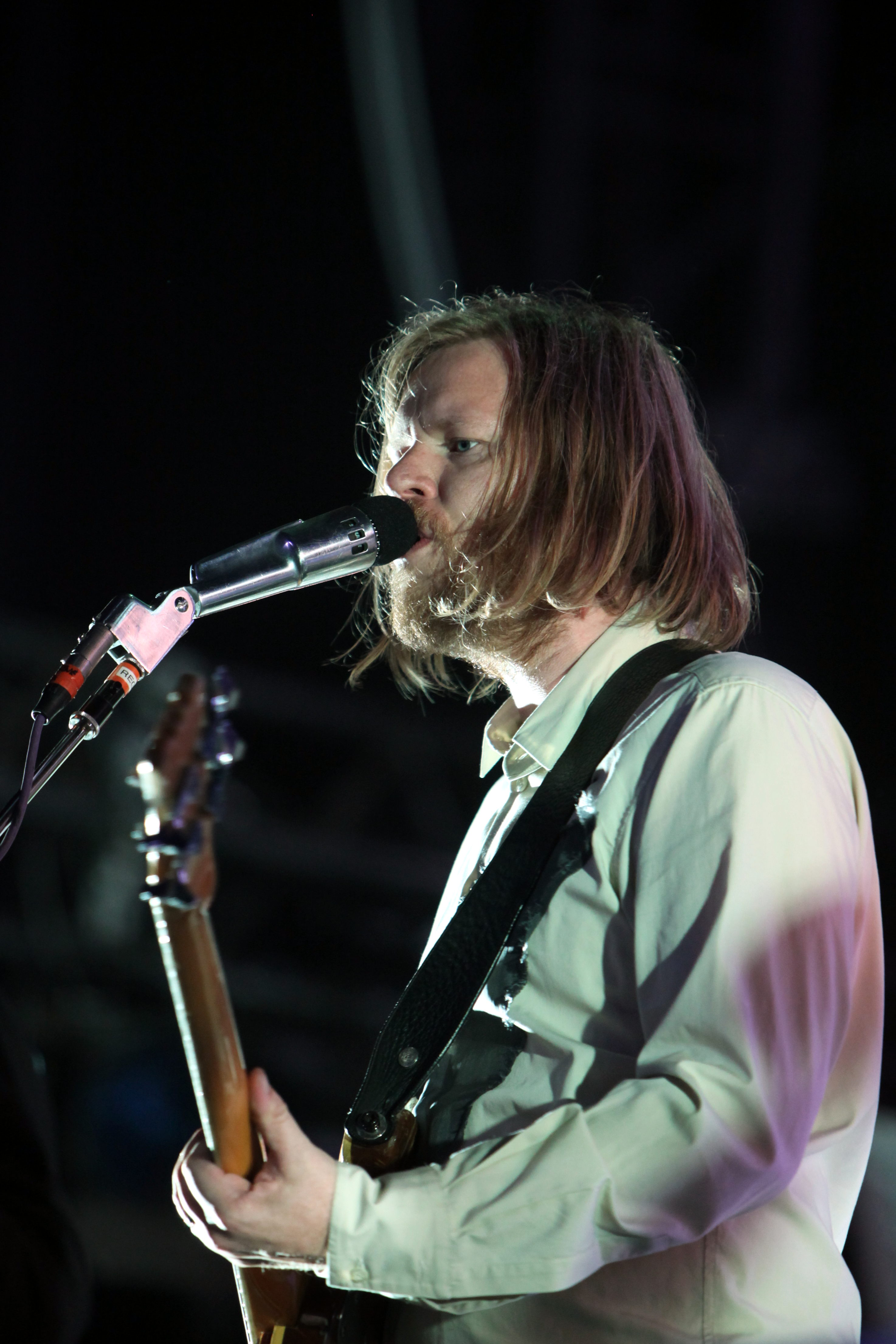
Tim Kingsbury
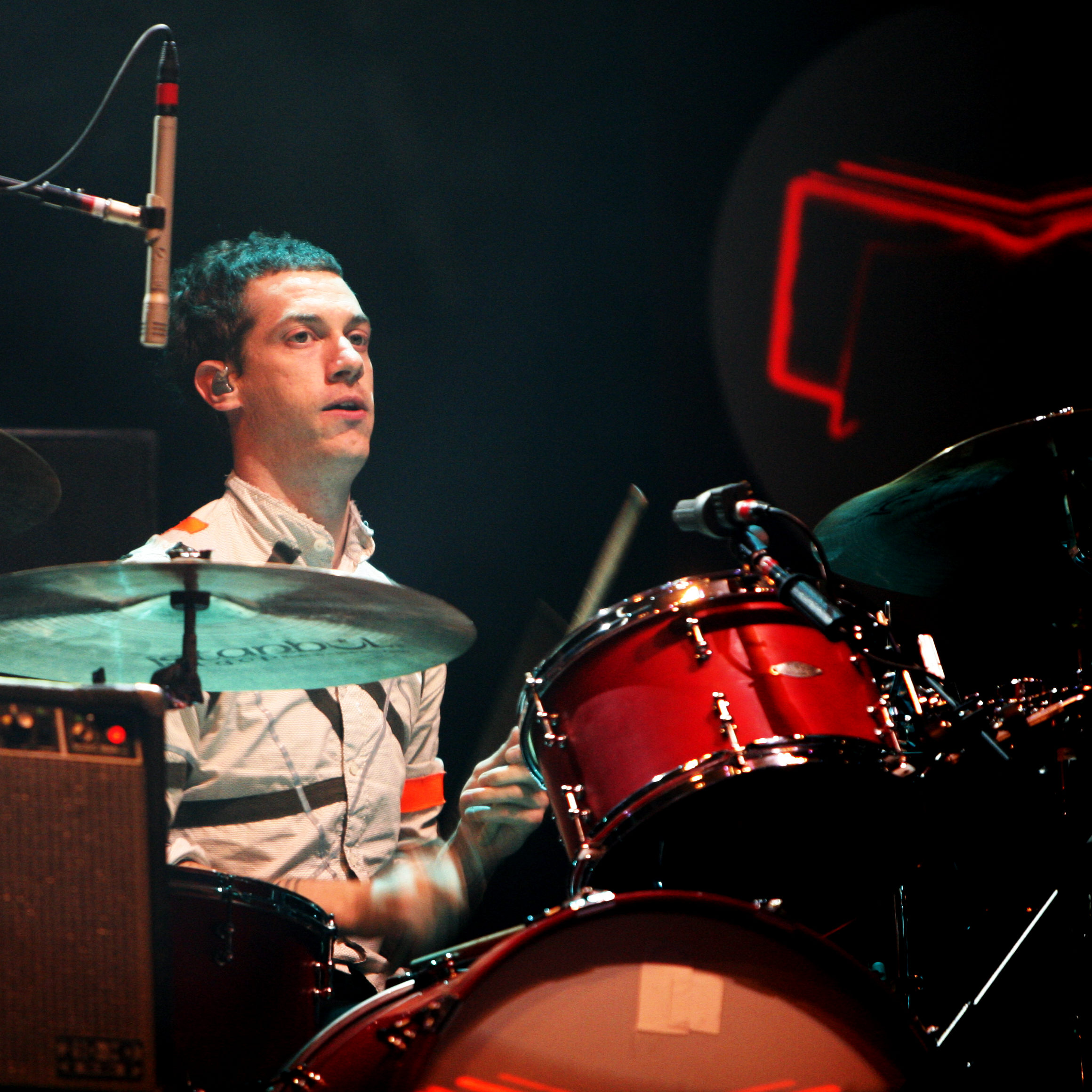
Jeremy Gara

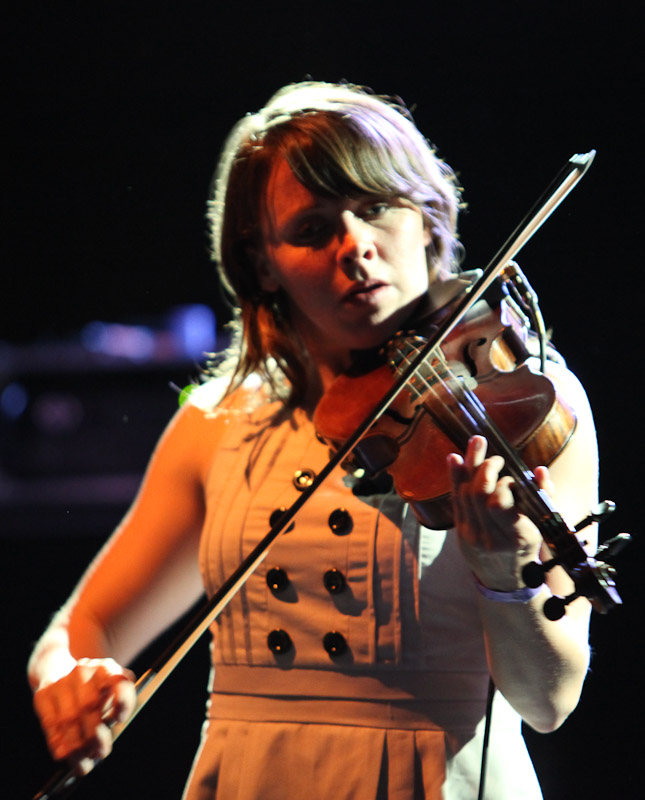
Sarah Neufeld (miembro de gira)
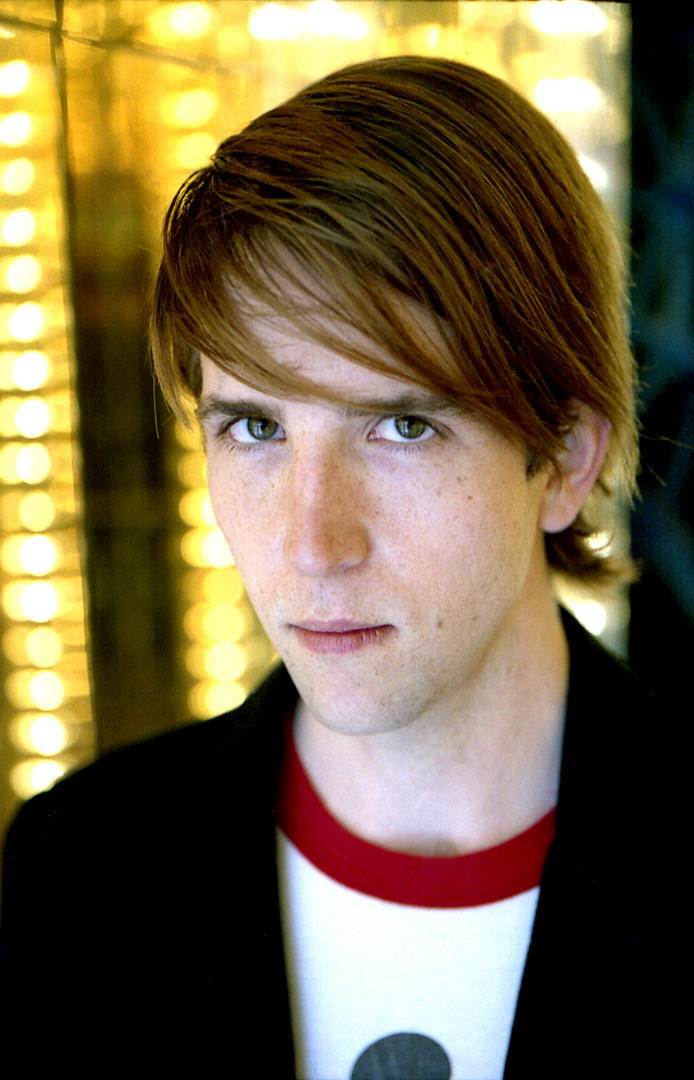
Owen Pallett (miembro de gira)

| Miembros actuales - Win Butler – voz, guitarra, bajo, mandolina, piano, teclados (2001–presente) - Régine Chassagne – voces, acordeón, batería, piano, xilófono, zanfona, flauta dulce, teclados (2001–presente) - Richard Reed Parry – guitarra, bajo, contrabajo, celesta, teclados, piano, órgano, sintetizador, acordeón, batería, percusión, coros (2003–presente) - Tim Kingsbury – bajo, guitarra, contrabajo, teclados (2003–presente) - Jeremy Gara – batería, percusión, guitarra, teclados (2004–presente) Miembros anteriores - Howard Bilerman – batería, percusión, guitarra (2003–2004) - Josh Deu – guitarra (2001–2003) - Alan Lavian – bajo, guitarra (2001–2002) - Myles Broscoe – bajo, guitarra (2002–2003) - Brendan Reed – claqué, batería, percusión, voces (2001–2003) - Dane Mills – batería, percusión, bajo, el pisar fuerte (2001–2003) - Tim Kyle – guitarra (2001–2003) - William Butler – sintetizadores, bajo, guitarra, percusión, sitar, flauta de pan, trombón, omnicordio, sierra musical, contrabajo, concertina, clarinete, gadulka, coros (2003–2021) | Miembros actuales de gira - Sarah Neufeld – violín, piano, teclados, sintetizadores, pandereta, xilófono, coros (2013–presente; miembro de tiempo completo: 2003-2013) - Paul Beauburn – teclados, guitarras, congas, yembé (2022–presente) - Dan Boeckner – guitarras, sintetizadores, varios instrumentos (2022–presente) Miembros anteriores de gira - Owen Pallett – violín, teclados, coros (2004-2005, 2010-2011, 2013–2016) - Diol Edmond – percusión (2013–2016) - Matt Bauder - saxofón y clarinete (2014-2016) - Marika Anthony-Shaw – viola, coros (2007-2008, 2010-2011, 2013) - Colin Stetson – instrumentos de viento (2007-2008) - Kelly Pratt – instrumentos de viento (2007-2008) - Pietro Amato – instrumentos de viento (2004-2005) - Stuart Bogie - saxofón, clarinete, flauta traversa, teclados (2014-2016) - Mike Olsen – chelo (2004-2005) - Alex McMaster – chelo (2011) - Tiwill Duprate – percusión (2013–2018) - Eric Heigle – percusión, teclados, acordeón (2018–2022) |

## Discografía
- Funeral (2004)
- Neon Bible (2007)
- The Suburbs (2010)
- Reflektor (2013)
- Everything Now (2017)
- WE (2022)
- Pink Elephant (2025)

## Giras musicales
- Funeral Tour (2003–2005)
- Neon Bible Tour (2007–2008)
- The Suburbs Tour (2010–2011)
- The Reflektors Mini Tour (2013)
- Reflektor Tour (2014)
- Infinite Content Tour (2017)
- The "WE" Tour (2022)